# Grafit
Grafitul sau plombagina (denumire de specialitate) este un mineral răspândit în natură ce face parte din categoria nemetalelor, fiind după diamant un element stabil datorită structurii simetrice de C60 cu o compoziție chimică de carbon pur cristalizând hexagonal, rar romboedric sau fiind sub formă amorfă. Grafitul are în structură cristale opace de culoare neagră, hexagonale, formă tabulară, solzoasă, sau bare. 
Luciul fiind metalic la formele cristaline și mat la agregatele amorfe. Duritatea pe scara Mohs este între 1 - 2, densitatea 2,1 - 2,3 având o urmă neagră cenușie.
Denumirea de plombagină este folosită și pentru a se face referire la un tip de hârtie acoperit cu grafit ce servește la multiplicarea textelor. Obiectul mai este cunoscut și ca hârtie de indigo, denumire dată de culoarea caracteristică.

## Caracteristici
Grafitul sublimează la o temperatură de 3825 °C, este insolubil în acizi, devine magnetic bipolar numai după o tratare pirolitică (încălzire), are un caracter anizotropic accentuat (de ex. radiația solară este izotropă (uniformă în cele 3 dimensiuni, laserul este anizotrop) și este un bun conductor electric.
- coeficient de dilatare liniară °C - 7.86
- punct de fierbere °C - 4200
- căldură latentă de topire Kcal/Kg - ≈4000
- căldură specifică Kcal/Kg x °C - 1,170
- conductivitate termică la 20 °C Kcalx0,001/°C x cm x s - 0,012
- căldură de ardere Kcal/Kg ≈7800

## Istoric
Etimologia termenului provine din limba greacă: γραφειν (graphein) = a scrie, aceasta fiind datorată urmei negre lăsată pe hârtie, proprietate care a determinat folosirea mineralului în fabricarea minelor de creioane. In epoca târzie a fierului (între secolul V și I î.e.n.) grafitul era folosit la înnegrirea obiectelor din ceramică, unele din acestea fiind descoperite în Passau.

## Răspândire
Grafitul apare în natură sub formă de granule, în rocile metamorfice bogate în carbon, și ca vinișoare sau sub formă de filon în pegmatite. 
Mineralul este exploatat în România, China, Coreea, Madagascar, Zimbabwe, Brazilia, Cehia, Ucraina și India în mine și cariere de exploatare la zi a grafitului, în total 600.000 tone pe an.

## Producere pe cale sintetică
Prin cocsificarea (încălzirea sub un curent de aer la 3000 °C) a materialelor bogate în carbon, cum sunt cărbunele brun, antracitul, petrolul sau unele materiale sintetice, se produce o transformare a materialului amorf bogat în carbon în grafit policristalin.

## Structură

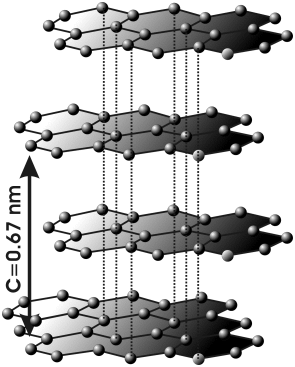
Structura hexagonală a cristalelor de grafit

În grafitul cristalin există o structură de straturi paralele (straturi bazale); aceste straturi au legături covalente hexagonale între atomi (o legătură stabilă), în schimb două straturi alăturate sunt legate între ele prin legături ionice (legături labile). Această modificare de legături prin schimbarea de direcție determină anizotropia grafitului, ce atrage după sine:
- clivajul perfect dintre straturi
- proprietățile de izolator termic și electric prin stratul bazal (ortogonal) și conductivitatea bună termică și electrică în lungul straturilor bazale.

În așa numitele fibre carbon există straturi paralele, dar nu ca filele unei cărți, ci ca file îndoite, șifonate; prin tratare (piroliză) aceste straturi (file) vor fi netezite, rezultând fibrele de carbon, care pe o anumită direcție sunt bune conducătoare termice și electrice.